# Ron Loveday
Hon. Ronald „Ron“ Redvers Loveday (* 10. März 1900 in Chelmsford, Essex, England; † 17. Januar 1987 in Glenelg, South Australia) war ein australischer Gewerkschaftsfunktionär und Politiker der Labor Party, der zwischen 1956 und 1970 Mitglied des South Australian House of Assembly sowie zeitweise Minister war.

## Leben

### Erster Weltkrieg, Auswanderung, berufliche Tätigkeiten und Gewerkschaftsfunktionär
Ronald „Ron“ Redvers Loveday war der ältere Sohn von Frank Arthur Loveday, Geschäftsführers eines Juwelierunternehmens, und dessen erster Ehefrau Alice Esther Lake Loveday. Er wuchs in einer streng kongregationalen Familie auf und besuchte zunächst die örtliche Grundschule. Nach dem Selbstmord seiner Mutter 1912 besuchte er mit einem Stipendium an der King Edward VI Grammar School in Chelmsford. Nach Abschluss seiner schulischen Bildung arbeitete er kurz als Beamter im Finanzamt (Inland Revenue) und der Zoll- und Verbrauchssteuerbehörde (HM Customs and Excise), bevor er während des Ersten Weltkrieges im März 1918 als Probeflug- und Beobachteroffizier zum Marinefliegerdienst RNAS (Royal Naval Air Service) wechselte.
Nach seinem Ausscheiden aus dem Militärdienst im März 1919, wanderte er im Oktober 1919 nach Südaustralien aus und nahm in den Adelaide Hills eine Anstellung auf Millbrae an, dem Anwesen des Schafzüchters und Politikers William George Mills, der zwischen 1918 und 1933 Mitglied des South Australian Legislative Council war, des Oberhauses des Parlaments von South Australia. 1922 erwarb er ein sechs Hektar großes Gartenbaugebiet in Renmark und verlobte sich mit Mills’ jüngstem Kind, Liza „Lizzie“ Hilliary, deren Schwester May Mills (1890–1984) war, eine Sportverwalterin und Pädagogin in Südaustralien, die dazu beigetragen hat, den Status und die Chancen von Frauen im Sport zu verbessern. Die Farm erwies sich jedoch als unrentabel, so dass er von 1926 bis 1928 er hauptsächlich in der Umgebung von Clare ein Transportunternehmen für die Region Mid North betrieb. Er und seine wachsende Familie wohnten in einem Siedlungsblock für Soldaten auf abgelegenem Land in Cungena, in der Nähe von Streaky Bay auf der Eyre-Halbinsel, und lebten in einer rudimentären Behausung aus Eisen und Holz. Er rodete etwa 566 Hektar Mallee-Gestrüpp und säte Weizen. Er kämpfte mit Dürre und niedrigen Getreidepreisen und wurde Präsident der südaustralischen Zweigstelle des Schutzverbandes der Weizenbauern WGPA (Wheat Growers’ Protection Association) und Sekretär von deren Sektion auf der Eyre Peninsula. 1933 setzte er sich energisch gegen den Betrieb der Unterstützungsbehörde für Landwirte (Farmers’ Assistance Board) ein und wurde 1935 zum Präsidenten der WGPA gewählt.
Im Februar 1936 zog Ron Loveday mit seiner Familie nach Kernilla auf ein Anwesen 16 Kilometer von Port Lincoln entfernt. Neben der Bewirtschaftung der Farm nahm er Nebentätigkeiten als Schlosser sowie als Drechsler an und trat der Zusammengeschlossenen Ingenieurgewerkschaft AEU (Amalgamated Engineering Union) bei. 1938 erhielt er eine feste Anstellung bei der Broken Hill Proprietary Co. Ltd in Whyalla, woraufhin auch seine Familie 1939 dorthin zog. Er war von 1940 bis 1956 Sekretär der örtlichen AEU und half beim Aufbau einer Zweigstelle der Australian Labour Party (ALP) in Whyalla. Er war in der Kommunalpolitik aktiv und war zwischen 1945 und 1965 Mitglied der Whyalla Town Commission. 

### Mitglied desSouth Australian House of Assembly, Minister und spätere Funktionen
Bei den Wahlen am 8. März 1947 und am 4. März 1950 sowie bei einer Nachwahl 1949 war Loveday ALP-Kandidat damaligen Wahlkreis Northern District für den Legislativrat. Als Whyalla durch die Neuverteilung 1955 einen eigenen Wahlkreis für das House of Assembly erhielt, gewann er die Nominierung der Labor Party und wurde am 15. Februar 1956 im Wahlkreis Whyalla erstmals zum Mitglied der South Australian House of Assembly gewählt, des Unterhauses des Parlaments von South Australia, und vertrat diesen Wahlkreis bis zu seinem Verzicht auf eine erneute Kandidatur bei der Wahl am 30. Mai 1970, woraufhin sein Parteifreund Max Brown diesen Wahlkreis gewann. Als Hinterbänkler setzte er sich für bessere Bildungschancen junger Menschen in ländlichen Gebieten ein und half dabei, das Rohstoff- und Bergbauunternehmen BHP Billiton davon zu überzeugen, in Whyalla ein Stahlwerk zu errichten, das 1965 eröffnet wurde. Er war ferner zwischen dem 19. April 1962 und dem 10. März 1965 Mitglied des Parlamentarischen Ausschusses für Landbesiedlung (Parliamentary Committee on Land Settlement).
Nach dem Wahlsieg der ALP bei der Wahl am 6. März 1965 wurde Ron Loveday am 10. März 1965 in die Regierung von Premier Frank Walsh berufen, der ersten Labor-Regierung seit fast 32 Jahren, und bekleidete in dieser bis zum 1. Juni 1967 das Amt als Bildungsminister (Minister of Education). Nachdem er die ALP-Politik für eine zweite Universität in South Australia mitgestaltet hatte, brachte er als Bildungsminister  am 26. Januar 1966 den Gesetzentwurf ein, der der neuen Flinders University ihre Unabhängigkeit von der University of Adelaide verlieh. Er war 1966 verantwortlich für die Überarbeitung des Bewertungssystems für Zwischen- und Abschlussprüfungen (Intermediate and Leaving Certificate Examinations) und 1968 für die Abschaffung der extern geprüften Mittelstufe (Externally Examined Intermediate). Die binäre Kluft zwischen den nach Geschlechtern getrennten Fachschulen (Technical Schools) und den eher akademischen Oberschulen (High Schools) endete. Es wurde ein schrittweiser Prozess zur Lohngleichheit für Lehrerinnen, zum „Kinderurlaub“ und anderen Mitteln zur Reduzierung von Diskriminierung eingeleitet. Er genehmigte ein bahnbrechendes Experiment, bei dem Pitjantjatjara-Kinder ihren ersten formellen Unterricht in ihrer eigenen Sprache erhielten. Allerdings verärgerte sein ungeschickter Umgang mit dem John Murrie-Fall in den Jahren 1966/67 – in den ein Grundschulleiter aus Darwin verwickelt war, der sich öffentlich über den Mangel an erfahrenen Lehrern an seiner Schule beklagte – das zuvor unpolitische South Australian Institute of Teachers durch einen ergebnislosen Auftrag und markierte den Beginn einer neuen Militanz im Lehrerberuf.
Das Amt als Bildungsminister hatte er vom 1. Juni 1967 bis zum 17. April 1968 ebenfalls in der ersten Regierung von Premier Don Dunstan inne. Zugleich übernahm er in Personalunion zwischen dem 1. Juni 1967 und dem 16. April 1968 auch als Minister für Angelegenheiten der Aborigines (Minister of Aboriginal Affairs). Als demokratischer Sozialist mit einer starken humanitären Ausrichtung war er in Bezug auf aufkommende soziale Fragen liberaler als viele Männer seiner Zeit. 1968 unterstützte er die Reform des Abtreibungsgesetzes. Am 11. Juli 1968 wurde ihm der Höflichkeitstitel The Honourable verliehen.
Nach seinem Ausscheiden aus der Legislativversammlung wurde Ron Loveday 1970 von Premier Don Dunstan zum Vorsitzenden des Untersuchungsausschusses für Weizenlieferungsquoten (Wheat Delivery Quotas Inquiry Committee) sowie zum Mitglied verschiedener anderer Gremien und Ausschüsse, darunter des Beratungsausschusses des Eisenbahnunternehmens South Australian Railways und von 1973 bis 1976 des Citrus Organization Committee of South Australia. Er war ferner zehn Jahre lang Mitglied des Beratungsausschusses für Stromnetze des Electricity Trust of South Australia und fungierte von 1975 bis 1980 als dessen Vorsitzender. Darüber hinaus war er zwischen 1971 und 1975 Mitglied des Municipal Tramways Trust, welches bis zur Übernahme der Aufgaben durch die State Transport Authority (STA) die Benzin- und Dieselbusse sowie Elektro-Obusse in Adelaide betrieb. Aus seiner am 27. August 1924 in der Chalmers Presbyterian Church in Adelaide geschlossenen Ehe mit Liza „Lizzie“ Hilliary gingen vier Söhne und drei Töchter hervor, darunter der Politikwissenschaftler und Historiker Peter Loveday (1925–2011).

## Hintergrundliteratur
- Parliament of South Australia: Statistical Record of the Legislature 1836–2007 (Memento vom 11. März 2019 im Internet Archive)
- P. Hetherington: The Making of a Labor Politician, 1982
- S. Cockburn: The Patriarchs, 1983
- A. Vicary: In the Interests of Education, 1997
- E. Jolly (Herausgeber): A Broader Vision, 2001